# Історія Естонії
Історія Естонії — події на території сучасної Естонії з моменту початку розселення там людей і до сьогодення.
Перші людські поселення виникли на цій території приблизно за 9,5-9,6 тисяч років до Р. Х. в рамках так званої кундської культури. До X—XIII століть склалася ранньофеодальна структура суспільства, де на чолі земель стояли старійшини і ватажки військових дружин.
У XIII столітті хрестоносці, придушивши опір естів, включили ці землі до складу Лівонського ордену. З цього часу німці протягом декількох століть займали в Естонії ключові позиції у владних структурах, культурі, економіці тощо. У XVI столітті Естонія пройшла епоху Реформації, з цього часу основною релігійною конфесією на її території став протестантизм. У тому ж столітті за підсумками Лівонської війни Північна Естонія увійшла до складу Швеції, ще за півстоліття також до Швеції була включена і південна Естонія.
Після Північної війни між Швецією і Росією Естонія у 1721 році була включена до складу Російської імперії. За даними перепису населення 1897 року в Естонії проживало 958000 осіб, з них естонці становили трохи більше 90 %, росіяни — 4 % і німці — 3,5 %.
Після розпаду Російської імперії 24 лютого 1918 р. була проголошена незалежна і демократична Естонська Республіка. Незалежність була досягнута в ході Визвольної війни. 2 лютого 1920 р. Радянська Росія і Естонія підписали мирний договір про взаємне визнання. 22 вересня 1921 р. Естонія стала членом Ліги Націй.
В результаті розподілу сфер впливу між СРСР і Німеччиною в 1939 році, Естонії у вересні 1939 року Радянським Союзом було нав'язано «Пакт про взаємодопомогу», а 6 серпня 1940 року Естонія була включена до складу СРСР. У період з 7 липня 1941 по 24 листопада 1944 року територія Естонії була окупована нацистською Німеччиною. Після того як радянські війська відновили контроль над територією Естонії, вона знову була включена до складу СРСР. США і ряд інших країн це включення визнали де-факто і не визнали де-юре.
20 серпня 1991 року незалежність Естонії було відновлено. 17 вересня 1991 року Естонія була прийнята в ООН. 2004 року Естонія стала членом Європейського Союзу і НАТО.

## Доісторична й стародавня Естонія

### Середньокам'яна доба
Життя людей на території сучасної Естонії стало можливо після відступу льодовика під час останнього льодовикового періоду. Згідно з археологічними даними, найдавнішим із відомих поселень тут була стоянка древніх людей на березі річки Пярну біля села Пуллі, поблизу міста Сінді, приблизно в 9,5-9,6 тисяч років до Р. Х. Це та пізніші поселення мисливців та рибалок відносяться до так званої кундської культури, яка існувала аж до епохи мезоліту (V тисячоліття до Р. Х.).

### Новокам'яна доба
З V по III тисячоліття до Р. Х. територія Естонії була заселена народами нарвської культури і культури ямочно-гребінцевої кераміки. В епоху неоліту (IV—II тисячоліття до Р. Х.) їх змінює культура шнурової кераміки.
У другій половині неоліту, починаючи приблизно з 2900 рр. до Р. Х., на території Естонії стали розводити худобу — корів, кіз, овець і свиней, до І тисячоліття до Р. Х. скотарство стало головною галуззю господарства.

### Бронзова доба
У I тисячолітті до Р. Х. населення території нинішньої Естонії переходить до осілого способу життя і будує перші укріплені поселення, що відносять до культури Асва. Найвідоміші з городищ — Асва й Ридала на острові Сааремаа та Іру під Таллінном.

### Залізна доба
З середини І тисячоліття до Р. Х. розвиваються сухопутні і морські контакти з сусідами. Цей період відомий в археології як культура кам'яних могильників. У перші століття по Р. Х. основою господарства стає землеробство, у 2-й половині І тисячоліття широкого поширення набуло орне землеробство з використанням худоби як тяглової сили.

### Формування ранньої естонської народності
Назва Естонія може походити від слова «Aestii», яке вперше згадується римським істориком Тацитом в 98 році по Р. Х. в трактаті «Про походження германців і місцеположення Германії». Так, за його словами, германці називали народи, що жили на північному сході від річки Вісла. Політолог Рейн Таагепера відзначає той факт, що естонці є корінним народом, що протягом декількох тисячоліть проживали на цій землі.
Естонська мова за походженням відноситься до угро-фінської групи, племена-носії цих мов з'явилися на території нинішньої Естонії в результаті міграції зі сходу і півночі приблизно в 3300-3200 роках до Р. Х..

## Середньовічна Естонія

### Народний уклад
XI століття стало переломним моментом в характері заселення Естонії: безліч старих городищ-поселень було закинуто, але побудовані нові і потужніші. Зросла чисельність населення і площі землеробства.
До кінця залізної доби сформувалася система адміністративного поділу. Основною адміністративно-територіальною одиницею в стародавній Естонії був кіхельконд, яких налічувалося, в цілому, близько 45. Вони складалися з вакових округів, в які входили від декількох десятків до сотні хуторів (сімейних ферм). Кіхельконди об'єднувалися в мааконди. До початку XIII століття їх було вісім: Вірумаа, Ляанемаа, Рявала, Сааремаа, Сакала, Уганди, Хар'юмаа, Ярвамаа. Основною соціально-економічною одиницею була сімейна ферма.
До X—XIII століть склалася ранньофеодальна структура суспільства, де на чолі земель стояли старійшини і ватажки військових дружин. Культура цього періоду відбилася згодом в епосі Калевіпоег.

### Руська колонізація (1030—1061 роки)
Близько 1030 року відбувся похід Ярослава Мудрого в естонські землі. Результатом походу було заснування міста Юр'їв (тепер Тарту). 1061 року місцеві племена відбили місто.

### Війни з сусідами
Надалі ести та з іншої сторони псковитяни з новгородцями здійснювали до початку XIII століття взаємні набіги.
Подібні конфлікти відбувалися у естів зі скандинавськими вікінгами з IX століття.

### Поширення християнства в Естонію
Середньовіччям в Естонії вважають період з початку XIII і до другої половини XVI століття, тобто з початку поширення християнства і до Лівонської війни.
Християнство прийшло до Естонії значно пізніше, ніж в інші країни Європи. Спочатку на цій території з'явилися місіонери, потім почалася військова експансія, яку підтримували розрізнені сили: папська курія, гамбурзько-бременські архієпископи, Тевтонський орден, Данське і Шведське королівства. Перші спроби папських місіонерів долучити естів до християнства почалися вже в 1170-ті роки, але успіху не мали.

### Завоювання Естонії хрестоносцями
У XII столітті почався Лівонський хрестовий похід. До естонської землі хрестоносці дісталися у 1206—1208 рокам. 1217 року ести зазнали поразки в битві при Вільянді, в якій загинув старійшина Лембіту.
Німецький Орден мечоносців завоював Південну Естонію до 1224 і острів Сааремаа (Езель) до 1227. У підсумку ці землі потрапили під владу Лівонського ордену. Формування нової адміністративної системи на завойованих землях тривало до кінця XIII століття. Основними причинами поразки стали чисельна і військово-технічна перевага супротивника, а також відсутність централізованої політичної влади у естів.
На завойованих орденом землях були створені Езель-Вікське (Саарі-Ляєнеське) і Дерптське (Тартуське) єпископства.
Після перетворення Ризького єпископства в архієпископство 1251 року Дерптське і Езель-Вікське єпископства перейшли в підпорядкування до Ризького архієпископа.

### Данська Естонія
У 1219 році данський Король Вальдемар II завоював Північну Естонію, перемігши естів в битві при Лінданісе. Північна частина Естонії увійшла до складу Данського королівства як Князівство Естонії, а король Данії додав до свого титулу ще й титул «Князь Естонії».
У 1240 році данський король подарував землі для створення Талліннського єпископства.
Таллінський єпископ підпорядковувався архієпископу Лунда і світської влади на своїй території не мав.
Конфлікти нової влади з місцевим населенням призвели до повстань, найвідомішим з яких стало повстання Юр'євої ночі в Данській Естляндії у 1343 році. Данці не змогли самостійно впоратися з ним і закликали на допомогу Тевтонський Орден.
Надалі через зростаючі внутрішніх проблем 29 серпня 1346 року данський король Вальдемар IV Аттердаг продав данську частину Естляндії великому магістрові Тевтонського ордена Генріху Дуземеру за 19 тисяч срібних кельнських марок, а останній передав Естляндію ландмейстеру Тевтонського ордена в Лівонії Госвіну фон Херіке.

## Новоісторична Естонія

### Німецьке правління
У регіоні була сформована феодальна система. Феодалами були німецькі лицарі, єпископи і нечисленні естонські старійшини, які були швидко германізовані. Права селян систематично обмежувалися аж до введення кріпацтва у XVI століттю. У 1550 року натуральні податки досягли 25 %, а перший випадок продажу селянина окремо від землі датується 1495 роком.
Вся адміністративна і судова влада перебувала в руках німецьких магістратів. У містах утворилися купецькі гільдії і цехи ремісників. Реваль, Дерпт, Пернау і Феллін входили в Ганзейського союзу. Самі ж естонці, які складали близько 80 % населення, залишалися селянами і не мали особистої свободи до скасування кріпацтва в 1816—1819 роках. У XIV столітті існували істотні розбіжності між великими феодалами Лівонії, які проводили до збройних зіткнень. У XV столітті відбулася консолідація станів і врегулювання відносин між ними.
Архітектурний вигляд міст, особливо Талліна з його середньовічної готикою, формувався під сильним впливом західної та північноєвропейської («ганзейської») архітектури.
Населення Естонії в 1550 році склало близько 250 тисяч чоловік, з яких щонайменше 6 % жили в містах, у тому числі 8000 в Таллінні та 6000 в Тарту Міста Естонії відігравали істотну роль в торгівлі між московітськими містами і Заходом. Перша в Естонії бібліотека була заснована в Талліні в 1552 році.

#### Стосунки з католицькою церквою
Існують розбіжності з приводу відносини католицької церкви до естонського населенню. У всіх таллінських церквах і монастирях, крім німецької, читалися проповіді естонською. Серед селян були поширені язичницькі звичаї, переплетені з католицькими обрядами. До XVI століття жителі Естонії стали користуватися християнськими іменами, які прийшли на зміну древнім естонським.

### Реформація у Естонії
Рух Реформації, початок якої було покладено Мартіном Лютером в Німеччині (1517), набуло широкого поширення на території сучасної Естонії. Основою Реформації в Естонії послужили економічні протиріччя міст як торгових центрів, з одного боку і Ордена і лицарства, з іншого.
Лютеранські проповідники почали свою регулярну діяльність в Талліні і Тарту навесні 1524 року. Восени того ж року вибухнули заворушення, в яких містян (переважно простий люд і молоді купці) в іконоборства розоряли не тільки парафіяльні церкви і монастирі, але і житла духовенства.
На селі впровадження лютеранства відбувалися набагато повільніше і навіть у XVIII столітті сільські лютеранські священики скаржилися на прихильність своїх парафіян католицьким обрядам.
Однією з вимог Реформації було проведення богослужіння на мовах місцевих народів, що стало причиною видання в Німеччині перших книг естонською мовою (1525 або 1535 рік).

### Лівонська війна
У XVI столітті Лівонська конфедерація, Московське царство, Річ Посполита, лютеранські Шведське й Данське королівства вступили у великий і тривалий конфлікт за території, в числі яких була і територія сучасної Естонії. Цей конфлікт, що тривав з 1558 по 1583 роки, отримав назву Лівонська війна. Підсумком конфлікту був розпад Лівонської конфедерації, Естонія була поділена між Швецією та Річу Посполитою, через півстоліття Південна Естонія також була передана Швеції.
До початку Лівонської війни (1558—1583) населення на території сучасної Естонії становило від 250 000 до 300 000 чоловік. На початковому етапі війни Лівонська конфедерація виявилася не в змозі протистояти московським військам, була швидко розгромлена і вже у 1561 році припинила існування, передавши свої землі ВКЛ.
У 1559 Данія купила острів Езель і частину території сучасної західної Естонії. Данський король віддав ці землі у володіння герцога Магнуса Гольштейна. Проте знайшлися й інші претенденти на «лівонську спадщину».
Ревель в 1561 році добровільно прийняв протекцію Швеції, і одночасно шведське підданство прийняло лицарство Хар'юмаа, Ярвамаа і Вірумаа.
У 1561 році територія Дерптського єпископства була захоплена військами Московського царства.
У 1561 році шведська армія висадилася в Ревелі і взяла під контроль північну частину середньовічної Лівонії. Не визнаючи шведських захоплень, Данія і Польща (до яких приєднався і Вільне місто Любек) у 1563 році почали проти шведів Скандинавську семирічну війну, яка тривала до 1570 року. У підсумку коаліції не вдалося відбити шведські володіння в Естляндії.
У 1570 році на землях Лівонської конфедерації московський цар Іван IV Грозний створив Лівонське королівство, на чолі з данським принцом, герцогом Магнусом, васалом Московського царства.
У ході Лівонської війни московські війська двічі облягали Ревель (в 1570 р. і 1577 р.), але взяти не змогли. До моменту закінчення Лівонської війни населення на території сучасної Естонії скоротилося до 120—140 тисяч осіб. Московія поступилася всіма захопленими в Лівонії територіями Речі Посполитої (договір підписаний в 1582 р.) та Швеції (договори 1583 і 1595 років).

### Шведська Естонія
Шведське панування оскаржувалося Річчю Посполитою у війні 1654-1660 років і Московським царством у війні 1656-1658 років, але Швеція зберегла свої позиції в Естляндії до кінця століття. Населення Естляндії відновилося до 400 000 чоловік. Німці, що втратили політичну владу, залишалися правлячим соціально-економічним класом. На території Естонії були створені Естляндська і Ліфляндська губернії.
Сферою, де шведське правління мало найбільший вплив на Естонію, була освіта. З кінця XVII століття набуло поширення шкільне навчання естонською мовою. 1632 року, на 4 роки раніше Гарварду, був заснований Дерптський (Тартуський) університет. 1684 року за підтримки шведської королівської влади біля Дерпту була відкрита вчительська семінарія, де викладав Бенгт Готтфрід Форселіус, розширилося видання книг на естонській.
У роки Великого Голоду (1695—1697), через неврожайних років, населення скоротилося приблизно на 70 000 чоловік. Найбільшими з міст були Таллін, Дерпт, Нарва, Аренсбург, Пернау, Феллін.
До XVII століття основою економіки Естонії була торгівля. Через вигідне територіального розташування — через Таллінн і Нарву проходили товари з Європи до Московії. Річка Нарва забезпечувала зв'язок з Московією: Псковом, Новгородом та Москвою. Основне число аристократів-землевласників в Естонії складали німці та шведи. 1671 року було прийнято закон, що дозволяє повернення втікачів селян, а також їх запис на кріпацьких книгах. У середні століття Естонія була великим постачальником зерна в північні країни. Тільки в XVII столітті почалася індустріалізація видобувних галузей і деревообробки. Обговорення передбачуваного скасування кріпацтва викликало занепокоєння великих німецьких землевласників.
На початку XVIII століття інтереси Російської імперії в Балтійському регіоні зіткнулися з інтересами Швеції. Північна війна (1700—1721) завершилася капітуляцією Швеції і приєднанням у 1710 році Естляндії і Ліфляндії до Російської імперії, що було офіційно закріплено Ништадтським мирним договором 1721 року. Звичайні для того часу грабежі та вбивства були посилені царським наказом застосування тактики «випаленої землі» і депортацій місцевого населення.

### Російська Естонія
На території сучасної північної Естонії була утворена Ревельська губернія (з 1783 р. — Естляндська губернія), а сучасна південна Естонія разом з сучасною північною Латвією утворили Ліфляндську губернію. Після приєднання Естляндських земель до Російської імперії Петро I відновив права німецької аристократії, частково втрачені нею при шведському правлінні. Якщо у Швеції рівень освіти німецького дворянства був нормою, то в Росії він виявився порівняно високим і тому остзейські німці стали кадровим резервом вищих чиновників імперії. Селяни ж, навпаки, були остаточно закріпаченими. У цей період склався так званий «остзейський особливий порядок», яким визначалися відносини між двома губерніями і Російською імперією. За німецьким дворянством була закріплена адміністративна і судова влада, місцевій євангелічно-лютеранській церкві була надана повна свобода поряд з Російською православною церквою що панувала в імперії.
За час Північної війни і епідемії чуми 1710—1711 років населення Естляндії зменшилася до 150—170 тис. чоловік, але незабаром почала стрімко зростати і до 1765 досягла 400 000 чоловік. 1739 року естонською мовою була вперше видана Біблія. До кінця XVIII століття більше половини естонського населення губернії вміло читати. До кінця XIX століття грамотність була майже поголовною. Важливий вплив на духовний розвиток естонських селян зробили релігійні рухи пієтизму і братства гернгутерів, а потім німецьке Просвітництво. Діячі Просвітництва критикували кріпацтво і ратували за поліпшення системи освіти.
До 1790 населення Естляндської губернії налічувало близько 500 тис. чоловік. Зросло і міське населення (1782): Ревель — 10700, Дерпт — 3400, Нарва — 3000, Пернов (Пярну) — 2000. У першій половині XIX століття німці становили 40-50 % містян, і тільки 20-40 % були естонцями. Основною мовою діловодства в містах і на губернському рівні була німецька мова.

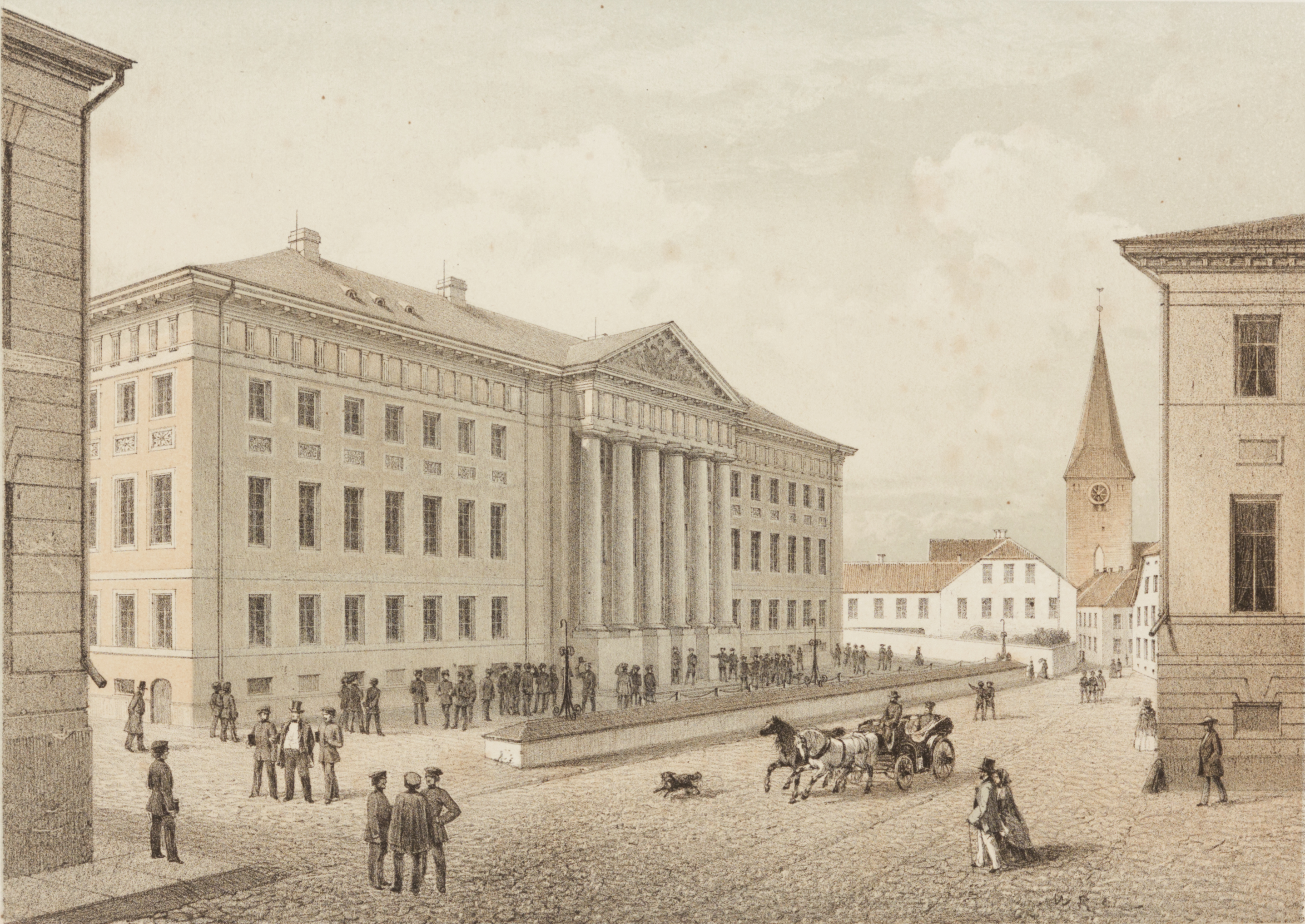
Університет Тарту у 1860, за часів 'Золотого віку'.

У 1802 знову відкрився заснований у 1632 році Дерптський університет, двері якого були закриті під час Північної війни. У тому ж році була проведена реформа, пом'якшувальна кріпацтво, що забезпечує майнові права селян на рухоме майно та створила суди для вирішення селянських питань. Скасування кріпацтва в Естляндській губернії у 1816 р. і у Ліфляндській губернії в 1819 р. стало важливим кроком на шляху звільнення селян, проте минуло ще кілька десятиліть, перш ніж вони отримали право набувати землю у власність.
Тарту був мультикультурним містом з сильним впливом російських німців і естонців; православні, лютерани і євреї, вчені та гуманісти, всі були досить активні в університеті міста. Студенти кепсько сприйняли русифікацію програм, введених в 1890-ті роки

#### Естонське національне пробудження
Культурний рух спонукав використання естонської як мови навчання в школах, фестивалі естонської пісні регулярно проводилися після 1869 р., була розроблена естонська національна література. «Калевіпоег», національний епос Естонії, було опубліковано у 1861 р. естонською та німецькою мовами.
1889 рік ознаменував собою початок політики русифікації. Через це багато правових інститутів балтійських німців були або скасовані або перекладені російською мовою.
Під час російської революції 1905 року, естонці закликали до свободи преси і зборів, для загального права голосу, національної автономії. Естонські успіхи були мінімальні, але це була перша спроба просування національної державності.

## Новітня Естонія
Військові дії Першої світової війни на теренах Естонії не велися.

### Самовизначення Естонії
Естонія як єдине політичне утворення вперше з'явилася після російської Лютневої революції 1917 року. З розпадом Російської імперії під час Першої світової війни, Тимчасовий уряд Росії надав національну автономію об'єднаній Естонії у квітні. Естляндська губернія на півночі (відповідає терену історичній Данській Естонії) була об'єднана з північною частиною Ліфляндської губернії. Були проведені вибори у Тимчасову земську раду Естляндської губернії (Maapäev), в якій меншовики і більшовики отримали частину голосів. 5 листопада 1917 р., за два дні до Жовтневої революції в Санкт-Петербурзі, естонський більшовицький ватажок Яан Анвельт захопив владу. Maapäev перейшла у підпілля.
У лютому, після провалу мирних переговорів між Радянською Росією і Німецькою імперією, материкова Естонія була окупована німцями. Більшовицькі війська відступили до Росії. Між відступом російської Червоної гвардії і прибуттям наступаючих німецьких військ, Комітет порятунку Естонії видав Декларацію незалежності Естонії в Пярну 23 лютого 1918 р..

### Естонська республіка (1918—1940)
Після зруйнування Російської імперії, внаслідок Жовтневого перевороту в Петрограді, Естонію проголошено незалежною республікою 24 лютого 1918 року.
13 листопада 1918 року постановою ВЦВК РСФРР Брестський мирний договір був анульований і «розпочались воєнні дії за звільнення Прибалтики, Білорусі і України. В Естонії після відновлення Таллінської Ради робочих депутатів (19 листопада) і окупації Нарви військами Червоної Армії (28 листопада) була проголошена Естонська Радянська Республіка (Естляндська трудова комуна) на чолі з Я. Анвельтом (7 грудня вийшов декрет Ради Народних Комісарів РРСФР про визнання її незалежності).» Але Радянська влада протрималась недовго і вже 19 січня 1919 року вся територія Естонії була звільнена від радянських військ. Протягом 1920 року уряд Радянської Росії був змушений визнати прибалтійські держави і укласти з ними мирні договори. 2 лютого такий договір був укладений з Естонією.
Серед відомих політиків міжвоєнного часу — прем'єр-міністр Яан Тиніссон, Отто Страндман, Ааду Бірк, Юрі Улуотс.
Перша конституція Естонії, прийнята в грудні 1920 р., передбачала парламентську республіку. Вища влада належала однопалатному парламенту (Державним зборам), які обирались у складі 100 депутатів. Виконавча влада (уряд на чолі з державним старійшиною) залежала від Державних зборів. Перша конституція не вводила посади глави держави (президента). Державний старійшина власне і був прем'єр-міністром, що виконував поряд з цим, лише деякі представницькі функції від імені держави.
У 20-х роках в Естонії діяло багато різних політичних партій. На виборах до IV Державних зборів у 1929 році депутатські мандати отримали представники десяти партій і виборчих блоків:
- Естонська соціалістична робоча партія (25 місць),
- Об'єднання аграріїв (24 місця),
- Об'єднання новопоселенців і дрібних землевласників (14 місць),
- Естонська трудова партія (10 місць),
- Народна партія (9 місць),
- Християнська народна партія (4 місця) та інші.

Три останні об'єдналися 1932 року в Національну партію центру. Комуністична партія Естонії була заборонена і діяла нелегально. Для участі у виборах до Державних зборів, комуністи використовували різні легальні організації, але якщо поліції вдавалося установити, що КПЕ мала зв'язки з такими організаціями, то їх закривали.
В другій половині 20-х років деякі естонські політики почали критикувати конституцію 1920 року, стверджуючи, що вона не дозволяє забезпечити стабільний порядок. Деякі підстави щодо подібних тверджень надавала часта зміна урядових кабінетів. Критика ця підсилилася в період економічної кризи (1929—1933 р.). На початку 30-х років питання про зміну конституції стало вузловим пунктом політичної боротьби. Поряд з так названими старими партіями в кампанію за зміну конституції включилася і нова політична сила — «Естонський союз учасників Визвольної війни», або, як їх скорочено називали, вапси.
На двох референдумах у серпні 1932 і в червні 1933) був відхилений проєкт нової конституції, що пропонувався Державними зборами. Але конституційний проєкт вапсів в жовтні 1933 року був прийнятий переважною більшістю тих, що брали в ньому участь. Він передбачав, що чисельний склад Державних зборів скорочувався до 50 депутатів. Глава держави (державний старійшина) обирався населенням країни прямими виборами терміном на п'ять років. Він отримував право накладати вето на постанови Державних зборів і отримував практично необмежені права видавати закони у формі декретів. Крім того, він міг достроково закривати сесії Державних зборів, а також оголошувати — на свїй розсуд — нові вибори до парламенту.
Цю реформу конституції підтримали інші відомі політики, зокрема Костянтин Пятс, Йохан Лайдонер, Карл Ейнбунд (з 1935 р. — Каарел Еенпалу).

#### Військовий переворот (12 березня 1934)
Нова конституція набула чинності з 24 січня 1934 року. Перемігши на референдумі, вапси мали усі шанси прийти до влади демократичним шляхом, перемігши і на виборах в квітні 1934 і одержати посаду глави держави і більшість у Рійгікогу.
Кандидатами на ці вибори були висунуті від вапсів генерал Андрес Ларка, від партій центру генерал Йохан Лайдонер, від аграріїв Костянтин Пятс і від соціалістів Аугуст Рей. Але, побоюючись приходу до влади такої радикальної сили, як вапси і вміло використавши свої нові повноваження, виконувач обов'язків старійшини, ветеран визвольного руху Костянтин Пятс, домовившись з Йоханом Лайдонером, який знову очолив естонську армію, здійснив 12 березня 1934 державний переворот.
Найвпливовіша в Естонії газета «Пяєвалехт» так писала про ці події:
|  | 12 березня спостерігається рух бронемашин, що прямує на Тоомпєа, туди ж марширують збройні, готові до бою солдати. Відбувається щось екстраординарне... Наступного ранку газети, публікуючи екстрені телеграми, повідомляють про те, що рухові “вапсів” покладено край. Всеестонський вапсівський союз разом з 400 відділеннями розпущений, арештовано для зняття показань більш 400 його керівних, діячів, друковані видання «вапсів» закриті, і всі політичні збори, (всіх партій) заборонені. Генерал Й. Лайдонер призначений головнокомандувачем армією, і по всій країні терміном на 6 місяців вводиться воєнний стан |

.
Через кілька днів Костянтин Пятс своїм декретом відклав вибори Державних зборів і державного старійшини до закінчення терміну дії надзвичайного стану, тобто до осені 1934 року. Потім були визнані недійсними повноваження депутатів, обраних за вапсівськими списками у міські, селищні і волосні думи, де в січні 1934 року вапси мали найбільший успіх. Державні збори уже в квітні було розпущено на літні канікули.
Усі ці дії, за твердженням К. Пятса і Й. Лайдонера, були обумовлені тим, що «Естонський союз учасників Визвольної війни» готувався збройним шляхом захопити владу і необхідно було вжити рішучих заходів. Державні збори спочатку підтримали події 12 березня. Демократичні кола інтелігенції також висловили своє схвалення з приводу придушення руху вапсів — як антидемократичного і такого, що вів до фашизму.
У червні 1935 року відбувся судовий процес над керівниками «Естонського союзу учасників Визвольної війни». Проте не вдалося довести, що вапси хотіли здійснити державний переворот збройним шляхом. Суд засудив вапсівских лідерів до тюремного ув'язнення на терміни від шести місяців до одного року умовно. Після цього частина вапсівських діячів пішла на співробітництво з урядом, а інша частина розпочала готувати збройний переворот. Проте поліція 7 грудня 1935 року арештувала вапсів, що готували заколот. Цього разу суд присудив їх до тривалих термінів каторги, проте вони були звільнені за амністією в травні 1938 року.

#### «Стан безмовності»
Після 12 березня уряд К. Пятса протягом кількох місяців не надавав роз'яснень щодо подальшого курсу. Підтримували К. Пятса Об'єднання аграріїв — партія, яку він очолював протягом багатьох років і частина правих соціалістів. Інші партії зайняли вичікувальну позицію. Вони сподівалися, що у вересні 1934 року, після закінчення воєнного стану, будуть проведені вибори Державних зборів і державного старійшини, і для всіх партій знову стане можливим активно включитися в політичне життя.
Проте К. Ейнбунд, заступник прем'єр-міністра і міністр внутрішніх справ, 27 серпня 1934 року заявив, що уряд має намір зберегти внутрішній мир і категорично проти партійно-політичної боротьби, тому вирішив продовжити термін дії військового стану, що К. Пятс і зробив 7 вересня, продовживши його ще на рік. Це викликало серйозне невдоволення в різних політичних колах.
На засіданнях Державних зборів 28 вересня і 2 жовтня 1934 року була провалена рекомендована К. Пятсом кандидатура на посаду голови Державних зборів (це був міський голова Таллінна генерал-майор Яан Соотс). Потім ряд депутатів покритикував діяльність уряду. Увечері 2 жовтня сесія Державних зборів розпорядженням К. Пятса була закрита. Уряд оголосив, що в цьому складі Державні збори більше не будуть скликані, а будуть знаходитися в «стані безмовності». Протягом наступних трьох з половиною років К. Пятс правив країною без парламенту, видаючи законодавчі акти у формі декретів.
«Стан безмовності» торкнувся не тільки парламенту. Виданими наприкінці 1934 і початку 1935 років постановами міністра внутрішніх справ заборонялося критикувати в пресі уряд. Потім були закриті три газети Об'єднання новопоселенців (березень 1935 р.). У березні 1935 року міністр внутрішніх справ заборонив діяльність політичних партій і об'єднань. У той же час була створена нова організація, по суті справи партія, — «Ізамаалійт» («Вітчизняний союз»).

Один з її керівників Антс Ойдермаа так сформулював мету цієї організації: 
|  | «Ізамаалійт» ставить своїм завданням всіма силами підтримувати сміливу і тверду політику нинішнього уряду — державну, національну і спрямовану на забезпечення громадянського спокою. Цей курс, початок якому було покладено 12 березня і якого уряд незмінно дотримувався, був курс на підвищення і посилення Естонії, і нова організація хоче зі своєї сторони зробити все, щоб курс цей здійснювався й у майбутньому». |

«Ізамаалійт» створювався з ініціативи вищих державних чиновників і під їхнім безпосереднім керівництвом.

#### Новий парламент (1936)
Після кризи в Естонії в 1934—1939 роках інтенсивно розвивалося промислове виробництво. Випуск валової продукції зріс в 1939 році в порівнянні з 1934 роком на 45 %, різко скоротилося безробіття. Рівень життя в Естонії був набагато нижче, ніж у Швеції і Данії, однак приблизно таким самим, як у Фінляндії та Латвії, і значно кращим ніж у Литві.
Восени 1934 року уряд оголосив, що для проведення виборів нових Державних зборів варто мати нову конституцію, оскільки вапсівська конституція є антидемократичною, але тільки в грудні 1936 року були утворені Національні збори, яким і належало зайнятися виробленням нової конституції.
Національні збори складалися з двох палат. Першу з них обирали, склад другої формувався з представників різних установ і осіб, яких призначав державний старійшина, тобто К. Пятс. 30 жовтня 1936 року, коли почалася кампанія по виборах першої палати, чотири колишніх державних старійшини (Йохан Кукк, Антс Пійп, Яан Тєемант і Яан Тиніссон) звернулися до К. Пятса з меморандумом, де критикували діяльність уряду та «Ізамаалійта» і наполягали на тому, щоб усім кандидатам у депутати Національних зборів були забезпечені можливості для ведення передвиборчої агітації і гарантовано політичну свободу. Оскільки К. Пятс відмовився задовольнити ці вимоги, опозиційні сили вирішили бойкотувати вибори. У результаті у 50 виборчих округах (з 80) було висунуто тільки по одному (від урядових кіл) кандидатові. Відповідно до виборчого закону всі ці кандидати вважалися обраними без голосування. За такого стану більшість у Національних зборах отримали провладні діячі.
При розробці конституції в Національних зборах за основу було взято проєкт К. Пятса. Ухвалений Національними зборами проєкт нової конституції не було винесено на всенародне голосування, — вона вводилася в дію декретом державного старійшини. З 1 січня 1938 року нова конституція набрала сили. Вона наддавала главі держави (президенту) дуже широкі повноваження. Парламент (Державні збори) ставав значною мірою залежним від нього. Президент мав право одноосібно, за допомогою декретів, видавати різні закони й відтерміновувати введення в дію тих законодавчих актів, що приймалися Державними зборами, він мав право розпускати парламент, призначати уряд і т. д. За новою конституцією Державні збори складався з двох палат — Державної думи (80 членів) і Державної ради (40 членів). Причому населенням обиралася тільки перша палата.
Вибори депутатів у Державну думу було призначено на 24—25 лютого 1938 року. «Ізамаалійт» ще восени 1937 року створив спеціальну організацію — «Народний фронт для проведення в життя конституції». Його кандидати були у всіх 80 виборчих округах. Виставити своїх кандидатів мала можливість і опозиція. Але вона не являла собою єдиного блоку, а складалася з декількох окремих угруповань. До неї належали, насамперед, колишні вапси, що висунули кандидатів більш ніж у 30 виборчих округах. Далі — Об'єднання новопоселенців і дрібних землевласників і Національна партія центру, які були заборонені в 1935 році, однак їхні лідери і партійний актив цілком не припиняв політичної діяльності. Для обрання до Державної думи новопоселенці виставили біля двох з половиною десятків, а Національна партія центру — два десятки кандидатів.
До лівого крила опозиції належали Комуністична партія Естонії і соціалісти. Після невдалої спроби збройного перевороту 1 грудня 1924 року лави КПЕ сильно поріділи, її вплив значно ослаб. У другій половині 30-х років вона являла собою малочисельну нелегальну організацію (близько 150 людей). 1935 року КПЕ уклала з лівими соціалістами угоду про створення Єдиного фронту, що передбачало їхню спільну діяльність у легальному робочому русі. Угода про Єдиний фронт послужила основою і для їхньої співпраці у виборчій кампанії на виборах Державної думи. З Єдиним фронтом ввійшла в контакт також група незадоволених К. Пятсом правих соціалістів. Спільно було висунуто 25 кандидатів. Частина соціалістів, що діяла в створеній урядом Робочій палаті, виступила зі своїм списком.
Обрання до Державної думи домагалося ще чимало так званих «диких» кандидатів, які не були в опозиції до «Ізамаалійту», але які опинилися поза офіційним виборчим блоком. Усього на місця в Державній думі претендувало 214 чоловік. Вибори відбулися в 72 округах, в інших 8 округах кандидати «Ізамаалійта», що не мали суперників, одержали депутатські мандати без голосування.
Вибори до Державної думи 1938 року не були цілком демократичними. При проведенні передвиборчої агітації кандидати від опозиції мали у своєму розпорядженні набагато менші можливості, ніж представники «Ізамаалійта». У виборах узяло участь майже 70 % в виборців. За 72 кандидатів «Ізамаалійта» було подано 208 245 голосів, їх суперники отримали 238 232 голосів.
З висунутих «Народним фронтом для проведення в життя конституції» кандидатів депутатами Державної думи було обрано 46 чоловік (окрім того, 8 чоловік отримали депутатські мандати без голосування). Вирішальним чинником у перемозі діячів «Ізамаалійта» стали — мажоритарна система виборів і протиріччя серед опозиційних сил. У багатьох виборчих округах від опозиції балотувалося де по три, а де і по чотири кандидата. Це розпорошувало голоси виборців, і верх брав кандидат «Ізамаалійта», що збирав найчастіше тільки 30—40 відсотків голосів. Для урядового блоку результати виборів виявилися більш сприятливими на селі і менш сприятливими в містах.
Після виборів десять депутатів (переважно «дикі» та один вапс) приєдналися до «Народного фронту для проведення в життя конституції». Таким чином кількість мандатів урядової коаліції збільшилася до 64. Поза цим блоком лишилося 16 депутатів. Єдиний фронт комуністів і лівих соціалістів та група правих соціалістів, що приєдналася до них, провели в Державну думу 6 депутатів, що утворили там «Єдиний блок трудового народу».
24 з 40 членів Державної ради — другої палати Державних зборів — обиралися установами й організаціями (місцевого самоврядування, професійними палатами, «Кайтселійтом» тощо). Шість чоловік входили до складу Державної ради в силу займаної посади (головнокомандуючий армією, єпископ лютеранської і митрополит апостольської православної церков, ректори Тартуського університету і Талліннського технічного університету, президент Естонського банку). 10 членів Державної ради призначалися главою держави. На початок квітня 1938 року всіх членів Державної ради було обрано і призначено.
Після чого на черзі постали вибори президента.

#### Перший президент Естонії (з 24 квітня 1938 р.)
Нова конституція робила порядок обрання глави держави ще недемократичнішим. Згідно з вапсівською конституцією, вибори президента Естонії мусили бути всенародними. За конституцією 1938 року, право висувати кандидата на посаду президента мали тільки три представницькі органи — Державна дума, Державна рада і збори виборних представників від місцевого самоврядування. Кожний з цих органів мав право висунути лише одну кандидатуру. Якщо ж усі три органи пропонували того самого кандидата, то президент обирався не народом, а на спільних зборах, які проводили органи що висунули його кандидатуру. Така система повинна була відкрити К. Пятсу зелену вулицю до президентського крісла.
Все і пройшло досить гладко. У Державній думі були названі два кандидати — Костянтин Пятс і Яан Тиніссон. Оскільки з 79 присутніх на засіданні депутатів за К. Пятса проголосувало 65, а за Я. Тиніссона 14, кандидатом від Державної думи, природно, став К. Пятс. Ще простіше було в Державній раді та на колегії вибірників від місцевого самоврядування. Там узагалі виставили тільки одну кандидатуру — К. Пятса. 24 квітня 1938 року відбулися загальні виборні збори, де К. Пятс пройшов за переважної більшості голосів («за» — 219, «проти» — 19).
Першому президенту Естонії К. Пятсу було тоді 64 роки. Ставши президентом, він продовжував зміцнювати авторитарну владу, проте в дечому йшов на компроміси. Зокрема була прийнята нова конституція, відновлена робота парламенту і допущена «мала опозиція». Був виданий закон про амністію, на підставі якого було звільнено 183 політичних в'язнів (104 комуністи і 79 вапсів), але учасники невдалого збройного перевороту 1 грудня 1924 року під амністію не потрапили.
Однак це не означало цілковитого відновлення демократії в Естонії. Залишалися забороненими всі політичні партії, крім «Ізамаалійта». 19 квітня 1938 року, тобто безпосередньо перед скликанням Державних зборів, К. Пятс видав у виді декретів три антидемократичних закони — «Закон про об'єднання і союзи», «Закон про збори» і «Закон про друк». Основним метою яких була заборона на критику існуючого державного і суспільного ладу, політичних діячів, що перебували при владі. У 1934—1940 роках на всій території Естонії діяв закон про військовий стан. На підставі цього закону застосовувалися позасудові, поліцейські міри покарання. Так, директор департаменту поліції міністерства внутрішніх справ або начальник внутрішньої охорони без усякого судового розгляду могли призначити штраф у розмірі до 3000 крон чи піддати арешту на термін до 90 днів, мали також право висилати людей з місць їхнього постійного проживання в інші райони. Але яких-небудь масових політичних репресій наприкінці 30-х років в Естонії не було.
Відносно сильне невдоволення режимом було в колах інтелігенції і серед робітників. Одним з центрів опозиції було місто Тарту, на виборах до Державної думи тут провалили всіх кандидатів від «Ізамаалійта». Однак опозиція не була єдиною, одна її частина, на чолі з Я. Тиніссоном, домагалася демократизації режиму, інша (ліві соціалісти і комуністи), хоча і підтримували демократичні устремління, мала на увазі — в перспективі — соціалістичну перебудову суспільства. Однак до осені 1939 року опозиція не зуміла істотно похитнути політичний порядок. Влада К. Пятса спиралася на досить міцну соціальну базу, особливо на селі. Все змінилося лише восени 1939 року, коли у внутрішньополітичне життя Естонії втрутилися могутні зовнішні фактори.

### Включення до складу СРСР (1940)

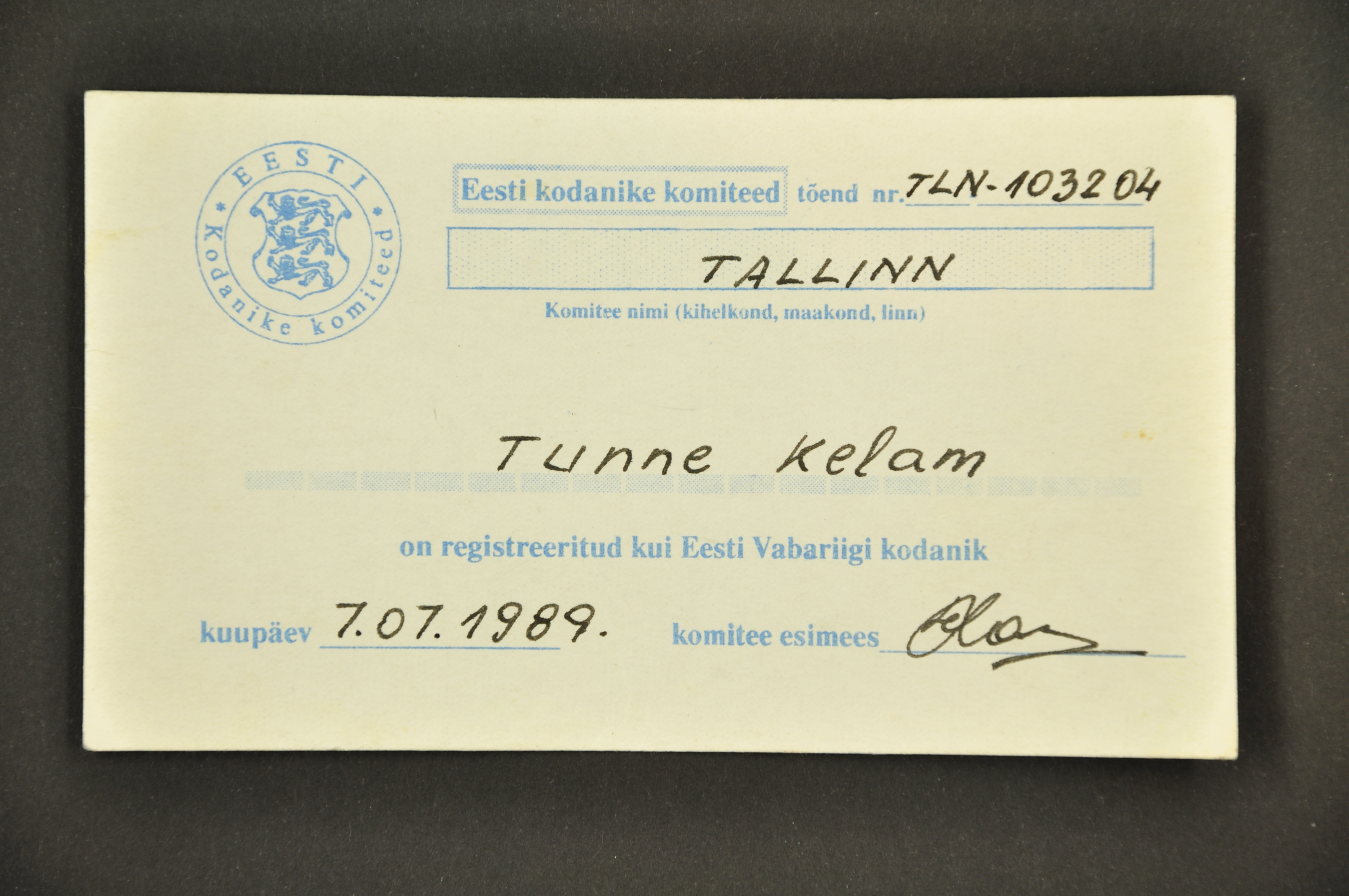
Реєстраційна картка про громадянство Естонії з 1989

17 вересня 1939, коли розпочалась Радянсько-польська війна, Радянський Союз надіслав дипломатичним представникам 24 країн,— і серед них Латвії, Литви, Естонії, Фінляндії,— ноту, де вказав, що «У відносинах з ними СРСР буде провадити політику нейтралітету». Але вже 25 вересня Сталін у розмові з послом Німеччини фон Шуленбургом заявив, що він має намір «вирішити проблему Прибалтійських країн згідно з секретним протоколом» і, в зв'язку з цим очікує підтримку німецького уряду. Гітлер розумів наміри Сталіна у Прибалтиці таким чином, що прибалтійські країни обов'язково будуть включені до складу Радянського Союзу і дав Сталіну «карт-бланш». На географічних картах, що вийшли друком у Німеччині 1 квітня 1940 року (а складених ще у березні), території Естонії, Литви, Латвії були позначені як складові Радянського Союзу. Радянський Союз окупував їх лише влітку.
З початком Другої світової війни для економіки Прибалтійських країн склалась несприятлива ситуація. Порушились торговельні зв'язки з Англією та Францією і, навіть, з Німеччиною. Істотно зменшилась кількість сировини, що надходила з-за кордону до промислових підприємств, відповідно зросло безробіття. Одночасно, Німеччина та Радянський Союз підписали таємну угоду про розподіл «сфер впливу», за якою держави Прибалтики відходили до сфери Радянського Союзу.
Керівництво Радянського Союзу на чолі зі Й. Сталіним, реалізуючи свої великодержавні амбіції, почало чинити тиск на країни Прибалтики, і, серед інших, на Естонію. Керівництво СРСР було налаштоване рішуче, і вирішило застосувати збройну силу, якщо дипломатичні заходи не матимуть успіху. Відповідно до наказу Наркома оборони СРСР К. Ворошилова, 29 вересня 1939 року Червона армія мала бути готовою завдати потужного і рішучого удару по естонському війську.
Розпочаті 27 вересня у Москві переговори між делегаціями Естонії і СРСР проходили під тиском з боку керівництва СРСР: літаки військово-повітряних сил СРСР неодноразово порушували повітряний простір Естонії; на кордоні бул зосереджене угрупування військ Червоної армії чисельністю 160 тис. чоловік, що мало 700 гармат, 600 танків та 600 літаків; торгове судно «Металіст» було, після невдалої спроби потопити його торпедами з підводного човна Щ-303, протаранене і потоплене міноносцем Військово-морського флоту СРСР, а звинувачення були висунуті Естонії, де, нібито, базувався «невідомий» підводний човен.
Відповідно до директиви наркома К. Ворошилова вже у жовтні 1939 року на територію Естонії почали вводитись частини Червоної армії.
Під час розмови з Г. Димитровим 25 жовтня 1939 року Й. Сталін сказав:

| Радянське керівництво вважає, що пактами про взаємодопомогу з Естонією, Латвією та Литвою знайдена форма, котра дозволить Радянському Союзові включити до своєї орбіти ряд країн. Але для цього поки що треба суворо дотримуватись їх внутрішнього режиму та суверенітету, не домагаючись радянізації. Настане час, продовжував Сталін, коли вони самі це зроблять[54]. |
16 червня 1940 Радянський Союз надіслав Ноти Латвії та Естонії із звинуваченням у порушенні договорів про взаємодопомогу і в агресивних намірах. Містилися вимоги реорганізувати уряди із включенням до нього дружніх СРСР політиків, дати дозвіл на введення додаткових контингентів Червоної армії в Латвію та Естонію. 17 червня до Латвії й Естонії введено радянські війська. 18 червня радянські війська вступили в міста Раакваре, Тана, Веро і Валк. 21 червня створено новий уряд на чолі з І.Вересом; склад кабінету узгоджувався з радянським представником А.Ждановим. 6 серпня 1940 року Естонія була включена до складу СРСР як Естонська РСР.

### Радянська Естонія
З відновленням радянської окупації в Естонії були проведені вислання у Сибір ненадійних верств населення. В Естонії тривала партизанська війна проти радянської влади лісових братів. Основною організацією опору була «Ліга збройного опору» (ест. RVL (Relvastatud Võitluse Liit)) на чолі з Енделем Редліхом.
Проводилася політика русифікації та колонізації росіянами та зрусифікованими українцями та білорусами індустріальних районів північного сходу та великих міст.
В Естонії під час радянської політики Перебудови з 1986 року почався процес національного відродження та боротьби за відновлення незалежності. Цей період у трьох балтійських радянських республіках визначено терміном «Співучої революції».
Остаточно відновлення Естонською державності й її визнання у світі трапилося після проголошення Україною незалежності у серпні 1991 року й біловезькою угодою о припиненні СРСР.

## Сучасна Естонія з 1991 року
20 серпня 1991 р. — проголошено незалежну Республіку Естонія.
28 червня 1992 року на народному референдуму була прийнята 4-та коституція Естонії, що декларує правонаступність першої Естонської республіки, що була окупована СРСР 1940 року, та проголошує відновлення державності через реституцію й повернення до державного ладу 1940 року.
31 серпня 1994 року було виведено останні підрозділи російського війська з території Естонії. Цей день відзначається у Естоній як день закінчення російської окупації..
Після набуття незалежності у Естонії залишилися приблизно 10 тисяч радянських офіцерів та військових пенсіонерів а також члени їх сімей. Більшість, понад 400 тисяч радянських іммігрантів, що оселилися у Естонії з 1940 року залишилися без громадянства.. На 2015 рік чисельність осіб без громадянства зменшилася до 85 тисяч осіб.
2 квітні 2004 року Естонія набула членства у військовому союзі НАТО.
1 травня 2004 року — Естонія вступила до Європейського Союзу.
У травні -червні 2005-го року американський Сенат й Конгрес прийняли резолюцію з вимогою визнання Росією факта окупації 3-ьох балтійських держав у 1940 році.. 22 червня 2005 року Рада Європи висунула вимогу Росії виконати умови її членства у організації, щодо виплати компенсацій жертвам радянської окупації балтійських держав, що Росія забов'язалася виконати раніше. На що Росія висунула вимоги до 3-ох балтійських країн, щодо припинення дискримінації російськомовного населення та проти перегляду наслідків Другої світової війни у балтійськими державами.
З перенесення пам'ятника «Бронзовий солдат» та радянського військового кладовища 26-29 квітня 2007 року відбулися сутички з проросійсько налаштованим населенням.

### Економіка сучасної Естонії
В Естонії відбулися кардинальні економічні реформи. 2003 року Естонії першою з радянських республік вдалося відновити ВВП на рівні 1991 року.
1 січня 2011 року Естонія відмовилася від власної валюти на користь євро.

### Військове протистояння Росії
2007 року державні установи Естонії вперше у світі зазнали масової ДДОС-атаки з боку Росії.
На тлі російської збройної агресії проти України було вирішено у 2016 році розмістити війська НАТО у трьох балтійських державах та Польщі. Так з 2017 року в Естонії розгортається британський мотопіхотний батальйон чисельністю 800 військових, французька мотопіхотна ротна група чисельністю 300 військових та данську ротну групу з 200 військових. До них іноді долучаються рота з країн Вишеградської четвірки чисельністю 124—155 військових. Натівські війська розміщено на військовій базі у Тапа у центральній Естонії.
Військовий бюджет Естонії перетнув необхідні 2 % від ВВП для країни-члена НАТО у 2016 році.
З 2014 року Естонія почала 10-річне розгортання 2-ї піхотної бригади у Сіргу біля Луунья недалеко від Тарту.